# Ford B-Series
Ford B series — автобусне шасі, яке виробляло Ford Motor Company. Серія B, що випускалася в шести поколіннях з 1948 по 1998 рік, була варіантом серії Ford середнього класу F. Як дизайн шасі з капотом, серія B являла собою голе шасі позаду брандмауера, призначене для кузова від виробника другого етапу. Хоча шасі в основному використовувалося для шкільних автобусів у Сполучених Штатах і Канаді, шасі експортувалося по всьому світу виробникам для виготовлення кузовів автобусів різного призначення, виведення всього виробництва з легкого E-350 (Ford E-Series/Econoline/Club Wagon).

## 1948-1952
У 1948 році, коли Ford представив Ford F-серію як свою першу спеціальну платформу для вантажівок, відбувся дебют B-серії. Базуючись на середньовантажних F-5 і F-6 (1½ і 2 тонни), серія B була розташована між пікапами та звичайними «Великими роботами». У 1951 році решітка радіатора була перероблена, горизонтальні решітки замінені більш широко розставленими вертикальними.
Поділяючи двигуни F-5 та F6, рядний 6-цилиндровий двигун потужністю 95 к.с. 226 був стандартним, а опціонально — 100 к.с. Flathead V8 і 110 к.с.

## 1953-1956
У 1953 році компанія Ford відсвяткувала своє 50-річчя, і серія B отримала редизайн із новими позначеннями B-00, доданими до назви. Редизайн реалізував відведену назад передню вісь, що зробило передню частину важкою, але дозволило зменшити радіус повороту. Капот також став довшим і перетікав у крила. Решітка як і раніше була горизонтальною, але складалася з двох смуг, на відміну від однієї великої в попередній моделі. Автобуси 1954 року отримали оновлену решітку радіатора та новий двигун OHV V8 замість старого 239 Flathead V8. Автобуси 1956 року отримали нове лобове скло і оновлені панелі приладів, а також нову решітку радіатора, схожу на модель 1953 року.

## 1957-1960
У 1957 році серія B отримала оновлену передню частину та нову панель приладів. Передній капот тепер був на одному рівні з крилами, створюючи більш квадратний вигляд. Моделі 1958 року отримали нову решітку радіатора та чотирикутні фари, а також нові круглі датчики.

## 1960-1966
Серія B була перероблена для 1961 року, запропонувавши нову горизонтальну решітку радіатора та крила, які були розширені трохи вище переднього колеса, щоб забезпечити більші колеса. Завдяки новому шасі та передній панелі вантажівка виглядала нижчою та ширшою, ніж у попередні роки. Чотири фари були замінені одинарними фарами, вбудованими в решітку радіатора. Раму та підвіску також переробили, щоб вони стали жорсткішими, ніж раніше. Це покоління серії B буде останнім, де використовуватиметься така ж передня панель, як у легких вантажівках Ford. І серія B, і серія F для середнього навантаження мали отримати власний вигляд.

## 1967-1979
Ford повністю переробив як серію B, так і серію F середньої вантажопідйомності та відмовився від використання тих самих решіток, що й у легких вантажівках серії F. Нові автобуси були вищими та ширшими з великою решіткою радіатора, яка використовувала більшу частину передньої панелі. Нова решітка радіатора була прямокутною, а окремі фари були розташовані дуже близько до дальніх кінців решітки. Крила були ще більше розширені, ніж раніше, щоб забезпечити ширшу колію та більші колеса та шини, необхідні для отримання необхідного збільшення загальної маси, щоб залишатися конкурентоспроможним. Це покоління також було першим, хто отримав опцію дизельного двигуна замість суто бензинової лінійки в минулому. До позначення серії на дизельних моделях додали додатковий «0». Після 1968 року випуск серії B під брендом Mercury був припинений на канадському ринку. У 1973 році решітку радіатора було оновлено, додавши подовжені краплі навколо фар, а на передній частині капота прямо над решіткою з’явився напис F O R D.

## 1980–1994
У 1980 році шосте покоління B-серії було отримано від F-700, F-800 і F-8000 (дизель). Як шасі з капотом (виробляється без кабіни) без інтер’єру, B-серія випускалася з переглянутою панеллю приладів попереднього покоління. У 1984 році середні F-серії та B-серії прийняли емблему Ford Blue Oval, яка замінила напис «FORD» у центрі решітки; інші зміни були внесені до значків капота. Як опція капот, що нахиляється вперед, був представлений поряд зі стандартним капотом із заднім шарніром; на B-серії відкидний капот стане стандартним до кінця 1980-х років.

## 1995-1998
У 1995 році F-серія середньої вантажопідйомності зазнала модифікації моделі, покращивши аеродинаміку конструкції капота, і B-серія наслідувала цей приклад. З невеликими змінами в шасі B-серія зберегла ту саму рульову колонку та панель приладів, які використовувалися з 1980 року. Вперше рульова колонка з можливістю нахилу була запропонована як опція (відрізнялася рульовими колесами з маркуванням Ford, виготовленими з Міжнародний).
Маркування B-серії було переглянуто, припиняючи використання зовнішнього позначення B-700/B-800; всі значки капота використовували значок "B-Series".
Після 50-річного виробничого циклу остаточне шасі автобуса B-серії з капотом було виготовлено, оскільки шосте покоління середньої вантажопідйомності Ford F-Series завершило свій модельний цикл після 1998 модельного року.